# دييغو هارو
دييغو هارو (بالإسبانية: Diego Haro)‏ هو لاعب كرة قدم بيروفي، ولد في 18 ديسمبر 1982.